# Loeiz Andouard
Pour les articles homonymes, voir Andouard.
 (décembre 2010).
Si vous disposez d'ouvrages ou d'articles de référence ou si vous connaissez des sites web de qualité traitant du thème abordé ici, merci de compléter l'article en donnant les références utiles à sa vérifiabilité et en les liant à la section « Notes et références ».
Loeiz Andouard, nom de plume de Louis Andouard, né le 16 juin 1904 à Binic et mort le 14 juin 1985 à Lamballe est un écrivain français, également connu sous les pseudonymes de L.F.A., Erel Keralban, Farnachanavan et Abherhel.

## Biographie
Loeiz Andouard est le fils d'un douanier, d'une famille originaire de Fréhel. En 1908, il perd toute sa famille, emportée par une épidémie: ses deux sœurs, son père, puis sa mère, morte quelque temps après. Il est recueilli par un oncle gendarme en poste dans le pays de Rennes Après des études secondaires, il est élève de l'École Nationale de la marine marchande de Paimpol. Il fait la connaissance de Yann Sohier alors instituteur à Plouguiel, comme lui passionné de la Bretagne, avec qui il conservera une solide amitié. Il entrera également très vite en relation avec Roparz Hemon et l'équipe « Gwalarn » à laquelle il va s'agréger. Il se lance dans l'étude du gaélique et ira plusieurs fois en Irlande. Il s'y fera des amis et en ramènera aussi un de ses pseudonymes : Farnachanavan.
Après avoir navigué pendant plusieurs années comme élève officier, lieutenant puis capitaine au long cours sur les navires des Chargeurs réunis, de la société navale de l'Ouest, puis de la compagnie havraise péninsulaire de navigation à vapeur, entre Le Havre et Madagascar, il est contraint par la crise, comme beaucoup de ses anciens camarades de quitter en 1931 la marine. En 1935, il épouse l'écrivaine bretonne Fant Rozeg dont il aura trois filles et qui devait le quitter en 1944, pour Jean-Marie Chanteau, chef dans le Bezen Perrot.
Il va exercer de nombreux métiers avant de devenir journaliste à La Voix du Marin publiée à Saint-Malo par le syndicat Nord-Est Bretagne créé par le père Louis Le Bret, et le patron-pêcheur Ernest Lamort de Cancale. Il en assurera la rédaction jusqu'à la déclaration de guerre en 1939 et à la tête du secrétariat social maritime de Bretagne, il va s'employer pendant toutes ces années à la défense de la pêche et des marins-pêcheurs.
Mobilisé en 1939 comme officier de marine de réserve sur un navire de guerre, il est libéré en 1940, après l'armistice en Angleterre où il est stationné et choisit de regagner la Bretagne. En janvier 1941, à l'instigation de Roparz Hemon, il prend en main la rédaction du nouvel hebdomadaire breton Arvor qu'il a contribué à lancer avec sa femme (après l'action commune du couple dans Ar Falz de Yann Sohier). Il quittera le journal en 1943 pour aller s'installer à Paris où il occupera, au cours des dernières années de sa vie professionnelle, d'importantes fonctions au comité central des pêches maritimes. Il donne à partir de 1967, des cours de breton à Ker Vreiz. Il sera également un des professeurs par correspondance de Skol Ober. À son départ à la retraite, il revient en Bretagne à Pléhérel en 1969.

## Publications
- Geriadur iwerzhoneg-brezhoneg gant lavarennoù [Dictionnaire irlandais-breton]. Mouladurioù Hor Yezh, 1987
- Brezhoneg ar mor - Le breton de la mer. Mouladurioù Hor Yezh, 1983
- Jakez Karter [Jacques Cartier]. Mouladurioù Hor Yehz, 1984.